# Список керівників держав 925 року
Список керівників держав 925 року — це перелік правителів країн світу 925 року.
Список керівників держав 924 року — 925 рік — Список керівників держав 926 року — Список керівників держав за роками

## Європа
- Англія:
  - Король Англії — Етельстан (924-939)
  - Гвікке — до 994 немає даних.
  - Конволл — Гівел (910—926)
  - Королівство Йорвік — Сігтриґ I (921—927)
  - Нортумбрія — елдормен Бамбурга Елдред I (913—927/933)
- Балканський півострів:
  - Перше Болгарське царство — Симеон Великий (893—927)
  - Дукля — Петр (Петрислав I) (900? — 925?/950?)
- Волзька Болгарія — Алмиш (895—925); Мікаїл ібн Джафар (925-943)
- Вельс:
  - Брихейніог — Теудр ап Гріфід (900—934)
  - Королівство Гвент — Овейн I (920—930)
  - Королівство Гвінед — Ідвал II Лисий (916—942)
  - Дехейбарт — Хівел Добрий (920—950)
  - Морганнуг — Овейн I (886—930)
  - Королівство Повіс — Ллівелін ап Мерфін (900—942)
- Візантійська імперія — Роман I Лакапін (920—944)
  - Неаполітанське герцогство — Марин I (919—928)
  - Самос (фема) — до 1002 невідомо
- Ірландія — верховний король Доннхад Донн (919—944)
  - Айлех — Фергал мак Домнайлл (919—938)
  - Айргіалла — Фогартах мак Доннеган (917—947)
  - Дублін (королівство) — Гофрайд ва Імайр (921—934)
  - Коннахт — Катал ІІІ МакМугрон (900—925); Тадг МакКатал (925—956)
  - Ленстер — Фаелан III (917—942)
  - Король Міде — Доннхад Донн (919—944)
  - Мунстер — Флайтгбертах мак Інмайнен (908—944)
  - Улад — Дубгалл мак Аеда (919—925); Лойнгсех мак Кінн Етіг (925-932)
    - Конайлле Муйрхемне — Кронгілла мак Куйленнайн (923-937)
- Італія:
- Король Італії — Родольфо Бургундський (922—933)
  - Венеційська республіка — дож Орсо II Партичипаціо (912—932)
  - Іврейська марка — Беренгар I (924—950)
  - Князівство Капуанське — Ландульф III (910—943)
  - Князівство Беневентське — Ландульф I (910—943)
  - Герцогство Гаета — Іоанн I (906—933)
  - Салернське князівство — Гваймар II (901—946)
  - Сполетське герцогство — Боніфацій I (923—928)
    - Лонгобардія (фема) — до 928 невідомо
- Кавказ:
  - Абхазьке царство — Георгій II (923-957)
  - Вірменія — Ашот II Залізний (914—928)
  - Кахетія — Падла II (918—929)
  - Тао-Кларджеті — Давид II (923-937)
- Критський емірат — Алі I (915—925); Ахмад (925-940)
- Німеччина:
  - Герцогство Баварія — маркграф Арнульф I Злий (907—937)
  - Архієпископ Зальцбургу — Адальберт II (923–935)
  - Герцогство Саксонія — Генріх I Птахолов (912—936)
  - Герцогство Швабія — Бурхард II (917—926)
- Піренейський півострів:
  - Королівство Леон — Фруела II (924-925); Альфонсо IV Чернець (925-931)
  - Коїмбрське графство — Гутьєрре Мендеш (924-933)
  - Кордовський емірат — Абд Ар-Рахман III (912—961)
  - Королівство Наварра — Санчо I (905—925); Гарсія I (925-970)
  - Графство Португалія — Мумадона Діаш (924-950)
- Скандинавія:
  - конунґ данів — Сіґтрюґґ Ґнупассон (920? — 934/940)
  - Король Норвегії — Гаральд I Прекрасноволосий (872—930)
  - Швеція — Ерік V Рінґссон (910? — 950?)
- Угорське князівство — надьфейеделем Золта (907—947)
- Україна — Київський князь — Ігор Рюрикович (912—944)
- Західне Франкське королівство — Рауль I (923—936)
- Східне Франкське королівство — Генріх I Птахолов (918—936)
  - Графство Арагон — Андрегота Галіндес (922—943)
  - Герцогство Аквітанія — Ґійом II Молодий (918—926)
  - Графство Булонь — граф Адалульф (918—935)
  - Архграф Верхньої Бургундії — Гуго Чорний (923/926-952)
  - Герцогство Васконія — герцог Санш IV (920—950/955)
  - Бретонське королівство — Рагенольд (913—925); Фелекан (925-930)
  - Голландія — Дірк I (922—928)
  - Графство Керсі — Ерменгол (906—935)
  - Графство Мен — Гуго I (900—950)
  - Нормандія — Ролло (911—927)
  - Графство Тулуза — Раймунд III Понс (924-932)
  - Урхельське графство — Суніфред II (897—948)
  - Фландрія — Арнульф I (918—958)
- Хозарський каганат — Беніамін (914—930)
- Хорватія — Томислав I (910—928)
- Чехія — князь Вацлав I (921—935)
- Шотландія:
  - Король Шотландії — Костянтин II (900—943)
  - Стратклайд — Дональд II макЕд (908—934)
- Святий Престол; Папська держава — папа римський Іван X (914—928)
- Вселенський патріарх — Миколай Містик (912—925); Стефан II Амасійський (925-928)
  - Тбіліський емірат — Мансур I (914—952)

## Азія
- Близький Схід:
  - Фатіміди — Абдаллах аль-Магді (909—934)
  - Багдадський халіфат — Джафар аль-Муктадір (908—932)
    - Алавіди — антисаманід Хасан ібн-Касим (917—928) і просаманід Мохаммад ібн-Ахмад (924—927)
    - Дербентський емірат — Абд аль-Малік I (916—939)
    - Зіядіди — Абул-Джейш Ісхак ібн Ібрагім (904—981)
    - Держава Ширваншахів — Язід I (917—948)
    - Яфуриди — Асад бін Ібрагім (898—944)
- Васпураканське царство — Гагік Арцруні (908—943)
- В'єтнам:
  - Династія Кхук — Кхук Тхиа Мі (917—930)
- Індія:
  - Західні Ганги — Нарасімха (921—933)
  - Гуджара-Пратіхари — Радж'япала (910—940)
  - Камарупа — Ратна Пала (920—960)
  - самраат Кашмірської держави (Династія Утпала) — Нірджитаварман (921—933)
  - Імперія Пала — Нараянпала (873—927)
  - Держава Пандья — підкорено Чолою до 1190
  - Раджарата — раджа Кассапа IV (920—929)
  - Раштракути — Індра III (914—929)
  - Династія Тхакурі — Нарендрадева ІI (?—949)
  - Саканбарі — нріпа Вакпаті I (917—944)
  - Східні Чалук'ї — Амма I (921—927)
  - Чандела — володар Даджхауті Харша (905—925); Яшоварман I (925-954)
  - магараджа держави Чеді й Дагали — Ювараджа I (915—945)
  - Чола — Парантака I (907/910-950)
  - Династія Шахі (Кабулшахи, Індошахи) — Бхімадева (921—964)
- Індонезія:
  - Матарам — Вава (924-929)
  - Сунда — Ягірі Прабу Пукуквесі (916—942)
  - Шривіджая — до 960 невідомо
- Китай:
  - ідикут Кучі — до 940 правителі невідомі
  - Династія Ляо — Єлюй Амбагай (907—926)
  - Мінь (держава) — Ван Шеньчжи (909—925); Ван Яньхань (925-927)
  - Наньчжао — Чжен Женьмінь (909—926)
  - Династія Пізня Тан — Лі Цуньсюй (923-926)
  - У — Ян Пу (920—937)
  - Рання Шу — Ван Цзунянь (918—925). Занепад держави.
  - Уюе — Цянь Лю (907—932)
  - Південна Хань — Лю Янь (917—941)
  - Царство Цзінань — Ґао Цзісін (924—929)
  - Чу — Ма Їнь (907—930)
- Корея:
  - Об'єднана Сілла — ісагим (король) Кьоне (924-927)
  - Пархе — тійо Теїнсон (906—926)
  - Тхебон — Тхеджо (918—943)
  - Хупекче — Кьонхвон (892—935)
- Паган — король Сале Нгакве (904—934)
- Персія:
  - Баванди — Шарвін II (896—930)
  - Саффариди — Ахмад ібн Мухаммад (923-963)
  - Саджиди — Юсуф іб-Абу-Садж (901—928)
- Кхмерська імперія — Ішанаварман II (923-928)
- Японія — Імператор Дайґо (897—930)

## Африка
- Аксумське царство — Дел Нед (917? — 960?)
- Берегвати — Абу'л-Ансар Абдаллах (917—961)
- Некор (емірат) — Саліх III ібн Саїд (917—927)
- Ідрісиди — Абдаллах аль-Магді (917—925); Аль-Хасан I ібн Мухаммад (925-927)
- Макурія — Захаріас III (920—943/969)
- Мідрариди — Мухаммад II аль-Мутазз (921—934)
- Фатіміди — Абдаллах аль-Магді (909—934)
- Королівство Шоа — амір Хабоба (896—928)